# هارلو كورتيس
هارلو هربرت كورتيس (15 أغسطس 1893 - 3 نوفمبر 1962) هو أحد المديرين التنفيذيين في صناعة السيارات الأمريكية والذي قاد شركة جنرال موتورز (GM) من عام 1953 إلى عام 1958. بصفته رئيسًا لشركة جنرال موتورز، تم اختياره كرجل العام لعام 1955 من قبل مجلة تايم. ولد كورتيس في بيتريفيل. انضم إلى شركة جنرال موتورز في سن العشرين، وترقى في قسم شمعات الإشعال بالتيار المتردد حتى تولى رئاستها في سن السادسة والثلاثين، وجعل القسم مربحًا خلال فترة الكساد الاقتصادي. تم اختياره لرئاسة قسم بويك في شركة جنرال موتورز، حيث قام بتوسيع خط إنتاجه وجعله مربحًا في ثلاثينيات القرن العشرين.
في عام 1948، أصبح كورتيس نائب الرئيس التنفيذي لشركة جنرال موتورز، ونجح في رئاسة الشركة في عام 1953 عندما أصبح رئيس شركة جنرال موتورز تشارلز ويلسون وزيراً للدفاع. مع كورتيس كرئيس، أصبحت شركة جنرال موتورز مربحة بشكل هائل، وأصبحت أول شركة تحقق أرباحًا بقيمة مليار دولار في عام واحد.
في عام 1958، تقاعد كورتيس بعد عيد ميلاده الخامس والستين مباشرة. في العام التالي، أطلق النار عن طريق الخطأ على صديق له أثناء صيد البط مما أدى إلى مقتله. توفي في عام 1962 عن عمر يناهز 69 عامًا.

## سيرته
ولد كورتيس في بيتريفيل، ميشيغان، في 15 أغسطس 1893، وهو ابن ماريون كورتيس وماري إلين إيكهارت، ونشأ في إيتون رابيدز، ميشيغان، وتلقى تعليمه في مدرسة إيتون رابيدز الثانوية. أثناء العطلات المدرسية، كان يحتفظ بسجلات والده، الذي كان يعمل تاجرًا بالعمولة، وكان يعمل أيضًا في مصنع صوف. تخرج من كلية فيريس للأعمال في عام 1914. بعد انتقاله إلى فلينت بولاية ميشيغان ، في وقت لاحق من عام 1914، بدأ كورتيس صعوده الصاروخي في شركة جنرال موتورز. بدأ عمله كمحاسب في قسم شمعات الإشعال لسيارات AC في شركة GM. وقال الشاب البالغ من العمر 20 عامًا، في مقابلة العمل التي أجراها معه مراقب الشركة، إن طموحه هو أن يصبح مراقبًا بنفسه خلال عام. قد فعل ذلك، فأصبح مراقبًا في سن 21 عامًا فقط  ذهب كورتيس إلى ما هو أبعد من دفتر الحسابات، واستكشف المصنع لمعرفة ما تعنيه الأرقام من حيث الرجال والمعدات.
بعد فترة وجيزة من الخدمة كجندي في الجيش، استأنف كورتيس مسيرته المهنية في شركة ايه سي سبارك، وأصبح مساعدًا للمدير العام في عام 1923 ورئيسًا في عام 1929. بينما كانت خطوط المنتجات الأخرى تكافح أو تدمرت بسبب الكساد الاقتصادي، توسع قسم شمعات الإشعال التابع لشركة كورتيس وازدهر.

## حياته المهنية
كان قسم بويك التابع لشركة جنرال موتورز يعاني من صعوبات كبيرة خلال فترة الكساد الاقتصادي (وفقًا لكورتيس، كان الإنتاج عند 17% فقط من مستويات عام 1926). تم تعيين كورتيس مسؤولاً، وسرعان ما أنشأ منظمة جديدة لشركة بويك، وقام بتسويق سيارة جديدة تسمى بويك ماستر سيكس وبويك ستاندرد سيكس . كما أنشأ شبكة صغيرة من التجار الذين سيكونون تجار بيوك حصريًا. قاد كورتيس شركة بويك خلال سنوات الحرب، وبحلول الوقت الذي تمت ترقيته فيه إلى منصب نائب رئيس شركة جنرال موتورز، كان قد جعل بويك رابع أفضل خط سيارات مبيعًا.
خلال الحرب العالمية الثانية، أنتجت شركة بويك محركات طائرات بكفاءة عالية لدرجة أن الجيش فكر في تعيين كورتيس جنرالًا ، لكنه رفض. في عام 1946، عرض عليه رئيس شركة جنرال موتورز تشارلز ويلسون منصب نائب الرئيس التنفيذي ليكون اليد اليمنى لويلسون لكن كورتيس رفض، قائلاً إنه يرغب في رؤية سيارات بويك تخرج من خط التجميع مرة أخرى قبل أن يترك القسم. في عام 1948، عرض ويلسون المنصب مرة أخرى على كورتيس وهذه المرة قبله.
كان لدى كورتيس سلطة أكبر بصفته نائب الرئيس التنفيذي مقارنة بأي حامل سابق لهذا المنصب. كان مسؤولا عن جميع شؤون الموظفين. في عام 1953، غادر ويلسون منصبه بعد أن عينه الرئيس دوايت أيزنهاور وزيراً للدفاع. وقد عين مجلس إدارة شركة جنرال موتورز كيرتيس ليحل محل ويلسون.

## رئيس شركة جنرال موتورز
حافظ كورتيس على تقليد شركة جنرال موتورز المتمثل في السماح لرؤساء الأقسام بأن يكونوا مستقلين بشكل فعال. مع ذلك، مع تأخر قسم أليسون التابع لشركة جنرال موتورز (محركات الطائرات) في عام 1953، تدخل شخصيًا للمساعدة في إدارة القسم وإيجاد المال اللازم لاستثمار ضخم في خط جديد من المحركات التي جعلت القسم قادرًا مرة أخرى على المنافسة مع شركة برات آند ويتني. في عام 1955، قام إيدي ريكينباكر من شركة الخطوط الجوية الشرقية بتقديم طلب كبير للحصول على المحركات الجديدة. خلال أول عامين له كرئيس، سافر كورتيس إلى الخارج مرتين، وأنفق الملايين في كل مرة لاتخاذ قرارات فورية.
شهدت الأشهر الأولى من تولي كورتيس منصب المدير العام مخاوف من احتمال حدوث ركود اقتصادي. في فبراير/شباط 1954، وبينما كان الاقتصاد لا يزال متخلفاً، أعلن كيرتيس أن شركة جنرال موتورز سوف تنفق مليار دولار (ما يعادل نحو 12 مليار دولار اليوم) في توسيع مصانعها ومرافقها تحسباً للطفرة القادمة. قد أدى هذا إلى موجة من الإنفاق الرأسمالي من قبل الشركات الأخرى، مما ساعد على ضمان تعافي الاقتصاد. قد ضخت شركة فورد مليار دولار آخر من أموالها الخاصة، في حين أعلنت شركة كرايسلر عن خطط لإنفاق 500 مليون دولار. وفي الوقت نفسه، رفع كيرتيس، لاعب البوكر، الرهانات بإعلانه عن خطط لإنفاق مليار ثان. رأى كورتيس أن الاقتصاد سوف يتعافى، وكان مستعدًا لذلك. في عام 1955، باعت شركة جنرال موتورز خمسة ملايين مركبة وأصبحت أول شركة تحقق ربحًا بقيمة مليار دولار في عام واحد. حصل كيرتيس على لقب "رجل العام" من مجلة تايم لعام 1955 لأنه "في وظيفة تتطلب ذلك، تولى مسؤولية القيادة للأعمال التجارية الأمريكية. وعلى حد تعبيره "يجب على جنرال موتورز أن تقود دائمًا". خلال فترة رئاسته، كان يذهب إلى منزله في فلينت في عطلات نهاية الأسبوع فقط؛ وكان يبقى في مقر جنرال موتورز خلال الأسبوع.
في عام 1956، أعلن عن خطط لتخصيص مليار دولار آخر للاستثمار الرأسمالي، وهو أكبر مبلغ يتم استثماره على الإطلاق من قبل شركة واحدة في عام واحد. في ذروة قدرته على الكسب، كان يكسب 800 ألف دولار سنويًا (أكثر من 9 ملايين دولار اليوم). خلفه جون ف. جوردون الابن، الذي تولى الرئاسة في الفترة 1958-1965، وخلفه فريدريك ج. دونر في الفترة 1965-1967.
تم إدخاله إلى قاعة مشاهير السيارات في عام 1971.

## وفاته
عند بلوغه 65 عامًا، تقاعد كورتيس في 31 أغسطس 1958. وظل مديرًا لشركة جنرال موتورز. في عام 1959، أطلق النار عن طريق الخطأ على نائب رئيس شركة جنرال موتورز المتقاعد، هاري دبليو أندرسون، أثناء رحلة صيد البط في كندا.